# Ianiropsis koreaensis
Ianiropsis koreaensis is een pissebed uit de familie Janiridae. De wetenschappelijke naam van de soort is voor het eerst geldig gepubliceerd in 1990 door Jang & Kwon.